# Elsa Barraine
Elsa Jacqueline Barraine (París, 13 de febrer de 1910 - Estrasburg, 20 de març de 1999) va ser una compositora francesa que va desenvolupar la seva carrera professional temps després del moviment neoclassicista del Grup dels Sis, Ravel i Stravinsky. Tot i ser considerada “una de les compositores franceses més destacades de mitjans del segle XX”, la música de Barraine és rarament interpretada avui en dia.
Va ser la guanyadora del Gran Premi de Roma el 1929 amb la seva cantata La Vierge guerrière, una trilogia sacra sobre un poema d'Armund Foucher inspirada en Joana d'Arc. És important ressaltar que ha estat una de les quatre dones a rebre aquest prestigiós premi (després de Lili Boulanger el 1913, Margarite Canal el 1920 i Jeanne Leleu el 1923).

## Biografia
El seu pare, Alfred Barraine, era violoncel·lista principal de l'orquestra de l'Òpera de París. Elsa Barraire va iniciar els seus estudis de piano des de molt jove. Va assistir al Conservatoire de Paris i va estudiar composició amb Paul Dukas, que tenia una impressionant llista d'estudiants que incloïa Yvonne Desportes, Maurice Duruflé, Claude Arreieu i Olivier Messiaen. Barraine i Messiaen van ser bons amics al llarg de les seves vides.
De gran talent, Barraine va guanyar el primer premi en harmonia al Conservatori a l'edat de quinze anys (1925) i dos anys després el va guanyar en fuga i acompanyament (1927). El 1929 Barraine va guanyar el Gran Premi de Roma per la seva cantata La vierge guerrièr: fou la quarta dona a guanyar aquest concurs, que existia des del 1803.

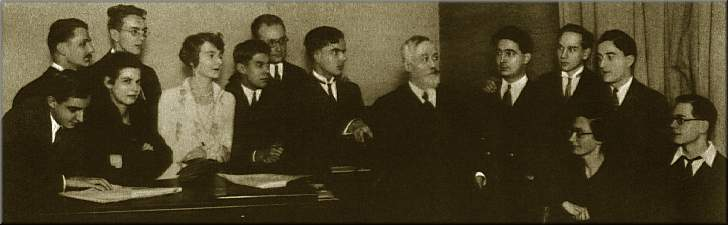
Paul Dukas i els seus estudiants de composició al Conservatori de París, 1929. D'esquerra a dreta Pierre Maillard-Verger, Elsa Barraine, Yvonne Desportes, Tony Aubin, Pierre Revel, Georges Favre, Paul Dukas, René Duclos, Georges Hugon, Maurice Duruflé. Asseguts de dreta a esquerra Claude Arrieu i Olivier Messiaen

Entre les seves obres hi ha Harald Harfagard (1930), variació simfònica basada en el poema de Heinrich Heine i va ser gràcies a aquesta composició que Barraine va obtenir reconeixement públic. Aquest va ser el primer treball de molts que van ser inspirats en la literatura, com també ho va ser Avis (1944) i L'homme sur terre (1949), ambdues obres basades en textos de Paul Éluard.
Barraine va treballar en la Ràdio Nacional Francesa des de 1936 fins a 1940 com a pianista, gravadora de so, cap del departament de cant i després de la Segona Guerra Mundial com a mescladora de so. Durant la guerra, Barraine va estar intensament implicada en la Resistència francesa i va ser membre del Front Nacional dels Músics. Entre 1944 i 1947 va ocupar el càrrec de directora de gravació en el segell discogràfic Le Chant du Monde. Va ser nomenada professora al Conservatori de París, on va ensenyar anàlisi i lectura a primera vista fins a 1972, i va ser llavors que el Ministeri de Cultura la va nomenar directora de música: quedà a càrrec de tots els teatres lírics nacionals francesos.

## Estil compositiu
Segons James Briscoe en la seva Nova antologia històrica de les dones en la música, la música d'Elsa Barraine atrapa els seus oients per la independència contrapuntística de la línia, el virtuosisme i la intensitat expressiva de la unitat motívica i rítmica. També hauria de tenir-se en compte que gràcies als estudis realitzats amb Dukas i a la influència musical de Claude Debussy, Barraine va desenvolupar un impressionant sentit del timbre i el color instrumental. Va adoptar formes clàssiques fent-les seves, i va utilitzar un llenguatge harmònic completament tonal. El seu treball de música de cambra Rituelle Musique (1967) per a orgue, gongs i xilòfon, té serialisme i és inspirat en el Llibre Tibetà dels Morts.
El Norton/Grove Dictionary of Woman Composers diu el següent: “Profundament sensible a les enormes convulsions del seu temps, Barraine va ser incapaç de dissociar els seus processos creatius de les seves preocupacions personals, humanistes, polítiques i socials."
Exemples de l'anterior inclouen Claudine à l'école (1950), un ballet basat en un llibre de Sidonie-Gabrielle Colette que explora la sexualitat de les dones, i d'igual manera succeeix amb el poema simfònic antifeixista Pogromos (1933). Un exemple d'aquest últim és el quintet programàtic per a vent-corda Ouvrage de Dame (1931, Ed. A. J. Andraud, 1939). El quintet presenta vuit moviments, el tema i set variacions, les quals porten noms de dones, cada una amb un tipus de personalitat diferent (“Angélique; Berthe representa els sons forts; Leocadia, filla sentimental d'altres temps”). Deixa clares les diferències de temperament de les set dones amb el seu talent per a la caracterització i hàbil ús dels timbres. Una vegada més, en paraules de James Briscoe, “la seva contribució a la música és significativa, i Elsa Barraine és una important força a l'espera de ser descoberta per crítics i intèrprets”.

## Barreine i la política

### Extrem xovinisme
A pesar de guanyar nombrosos premis de gran prestigi, Elsa Barraine, sens dubte, ha estat tractada com molts xovinismes en la seva carrera professional. Karin Pendle cita el crític musical René Dumesnil com un delinqüent comú: “igual que altres del seu temps (i encara avui), Dumesnil va expressar una espècie de respecte a contracor per molts d'aquests compositors, sempre que estiguessin contents de seguir una música femenina.” Dumesnil va descriure el company guanyador de Barraine al Gran Premi de Roma Jeanne Leleu com “prizewinner”, com aquell que té “un vigor que rara vegada es troba en les obres de les dones.” Quant a Barraine, es refereix a ella com “l'autora de melodies bellament orquestrades.”

### Participació en la Resistència francesa
Elsa Barraine va ser un membre actiu del Front Nacional de Músics, el qual funcionava com una organització de músics involucrats en la Resistència francesa durant l'ocupació alemanya entre 1940 i 1944. El principal objectiu de l'organització s'enumera al diari Musiciens d'Aujourd'hui: organitzar novament concerts de noves músiques i de música francesa que havia estat prohibida, per fer costat als músics jueus amb la recaptació de fons que produïen aquests concerts. D'aquesta manera, es proporcionaria diners o refugi per als artistes afectats per l'ocupació alemanya. A més a més, es van organitzar protestes anticol·laboracionistes del règim i els músics pertanyents a la Resistència van participar en diverses protestes i rebel·lions musicals. El director francès Roger Désormière, pertanyent a la Resistència i membre d'Els Sis, Louis Durey i Barraine, van llançar un “manifest a favor de la defensa de la música francesa i en contra de qualsevol tipus de col·laboració amb els nazis.” La seva forta participació en la resistència va ser particularment valenta, tenint en compte el fet que, pel que es veu, Barraine era l'origen jueu.

## Composicions
- Heracles à Delpes, cantata (1928)
- La Vierge guerrière, cantata (1929)
- 2 Préludes et fugues, orgue (1929)
- Prélude, pour piano (1930)
- Harald Harfagard, variations symphoniques d'après H. Heine (1930)
- Symphonie no 1 (1931)
- Quintette à vent (1931)
- Il y a quelqu'un d'autre je pense, per cant i piano(1931)
- Pogromes, pour orchestre (1933)
- Fantaisie concertante per a piano i orquestra (1933)
- 3 Chansons hébraïques (1935)
- Crépuscules, per a cor d'harmonia i piano (1936)
- Élégie et ronde, per a flauta i piano (1936)
- Hommage à Paul Dukas, per a piano (1936)
- 4 Chants juifs (1937)
- Symphonie no 2 (1938)
- Avis, per a cor i orquestra (1944)
- Suite astrologique, per a petita orquestra (1945)
- Song koï (Le Fleuve rouge), poema simfònic (1945)
- Improvisation, per a saxòfon (1947)
- Le mur, ballet de R. de Jouvenal (1947)
- Poésie ininterrompue (1948)
- Variations per a percussió i piano (1950)
- la Chanson du mal aimé, ballet (1950)
- Claudine à l'école, ballet de Colette (1950)
- la Nativité (1951)
- Suite juive, per a violí i piano (1951)
- Les cinq plaies (1952)
- Hommage à Prokofiev, per a orquestra (1953)
- Fanfare de Printemps, pour cornet et piano (1954)
- Cantate du vendredi saint (1955)
- 3 Ridicules, pour orchestre (1955)
- le Livre des morts tibétain
- Les paysans (1958)
- Christine (1959)
- Chien de paille, per a tuba (1966)
- Musique rituelle per a orgue, tam-tam i xilòfon (1968)